# Wilhelm Plaza Hernández
Wilhelm Plaza Hernández, (hiszp.) Guillermo Plaza Hernández (ur. 25 czerwca 1908 w Yuncos, zm. 9 sierpnia 1936 w Argés) – błogosławiony prezbiter, ofiara prześladowań antykatolickich okresu hiszpańskiej wojny domowej, zamordowany z nienawiści do wiary (łac.) odium fidei i uznany przez Kościół katolicki za męczennika, członek Bractwa Kapłanów Robotników od Serca Jezusa.

## Życiorys
Pochodził z katolickiej rodziny i wychowanie w duchu wiary wpłynęło na wybór drogi życiowej. Studiował w Toledo i Tortosie. Do założonego przez późniejszego błogosławionego Emanuela Domingo y Sol kapłańskiego Stowarzyszenia Robotników Diecezjalnych, wstąpił po 26 czerwca 1932 r. kiedy to otrzymał sakrament święceń kapłańskich. Apostolat realizował aktywizując środowiska robotnicze do powołań kapłańskich i pracy nad formacją seminaryjną pracując jako prefekt seminarium w Saragossie i Toledo (od 1935r.).
W czasie eskalacji prześladowań katolików, po wybuchu hiszpańskiej wojny domowej, od 22 lipca ukrywał się przed czerwoną milicją. 9 sierpnia zdecydował się opuścić dom kleryka u którego dotąd przebywał by znaleźć bezpieczniejszą kryjówkę. Rozpoznany jako kapłan został zastrzelony pod Toledo w Argés.
1 października 1995 roku papież Jan Paweł II, w czasie Mszy świętej na Placu Świętego Piotra w Watykanie dokonał beatyfikacji grupy 45 męczenników wojny domowej w Hiszpanii w której znalazł się Wilhelm Plaza Hernández wraz z ośmioma towarzyszami, członkami Bractwa Kapłanów Robotników od Serca Jezusa.
Szczególnym miejscem kultu Wilhelma Plaza Hernándeza jest diecezja Tortosy, zaś miejscem pochówku jest kościół „Reparación” w Tortosie, a atrybutem męczennika jest palma.
W Kościele katolickim wspominany jest w dies natalis (9 sierpnia).